# قلعه خونیک
بقایای قلعه خونیک مربوط به قرن ۱۲ تا ۱۴ ه.ق است و در شهرستان درمیان، بخش گزیک، دهستان طبس مسینا، روستای خونیک واقع شده و این اثر در تاریخ ۸ بهمن ۱۳۸۵ با شمارهٔ ثبت ۱۷۰۷۰ به‌عنوان یکی از آثار ملی ایران به ثبت رسیده است.